# Lluís Llort Carceller
Lluís Llort Carceller   (Barcelona, 1966) és un escriptor i periodista català.
Va formar part de l'equip de guionistes de Moncloa, ¿dígame? (Tele5, 2001) i de Jet Lag (TV3, 2002-2006).
Com a periodista treballa al diari El Punt Avui des del febrer del 1986 en temes de cultura, especialment literatura. La seva primera novel·la traduïda al castellà, Herencias colaterales, va guanyar el I Premio Paco Camarasa de Novela Negra, el 2020.
| «             | Escric quan vull i sobre el que vull, per això gaudeixo construint estructures, treballant els diàlegs, reescrivint cada frase fins que em funciona com vull, sense tòpics, anant més enllà de l'acció que cal descriure. I jugant amb els personatges... | » |
| — Lluís Llort | |   |

## Obres publicades
Novel·les
- 1999 - Tardor (Destino)
- 2000 - Maleït Montjuïc (Destino)
- 2001 - Camaleó (Proa)
- 2004 - Trenta-dos morts i un home cansat[8](Rosa dels Vents)
- 2009 - La imperfecció de les bombolles (Arola)
- 2012 - Si quan et donen per mort un dia tornes[9](La Magrana-RBA)
- 2014 - Herències col·laterals (La Magrana-RBA). I Premio Paco Camarasa de Novela Negra.
- 2014 - La reina de diamants amb Sebastià Bennasar, Salvador Macip i Marc Moreno (Llibres del Delicte)
- 2015 - Sota l'asfalt (La Magrana-RBA)
- 2016 - No n'estiguis tan segur (Crims.cat)
- 2019 - Pes mort (Crims.cat)
- 2020 - Temps mort (Crims.cat)
- 2024 - Un assassí (Crims.cat)
- 2024 - Demolició (Narrativa Clandestina). Premi L'H Confidencial.

Narrativa infantil i juvenil
- 2008 - El millor llibre de perquès (Montena, també en castellà) il·lustrat per Purificación Hernández
- 2008 - La volta al món en 80 dies (Lumen, també en castellà) il·lustrat per Mariano Rolando
- 2009 - Biografies perquè sí (Montena, també en castellà) il·lustrat per Oriol Malet
- 2009 - Tap Tàpera i el senyor Tufa al Japó (Beascoa també en castellà) il·lustrat per Lluís Farré
- 2009 - Tap Tàpera i el senyor Tufa al desert (Beascoa també en castellà) il·lustrat per Lluís Farré
- 2009 - Tap Tàpera i el Senyor Tufa al Brasil (Beascoa també en castellà) il·lustrat per Lluís Farré
- 2009 - Tap Tàpera i el senyor Tufa a Pisa (Beascoa també en castellà) il·lustrat per Lluís Farré
- 2011 - Número 5. El submarí perdut  amb Oriol Malet[10](Barcanova)
- 2014 - L'insòlit viatge de Jerónimo de Ayanz amb Oriol Malet (Barcanova) il·lustrat per Oriol Malet
- 2015 - Sóc un animal: Un viatge inesperat (Barcanova, també en castellà i en gallec) amb Salvador Macip i il·lustrat per Sergi Càmara
- 2015 - Sóc un animal: L'Arman i la fàbrica podrida (Barcanova, també en castellà i en gallec) amb Salvador Macip i il·lustrat per Sergi Càmara
- 2016 - Sóc un animal: Missió (gairebé) impossible. (Barcanova, també en castellà) amb Salvador Macip i il·lustrat per Sergi Càmara
- 2018 - Sóc un animal: Rescat a Katxatxof. (Barcanova) amb Salvador Macip i il·lustrat per Sergi Càmara